# 가리 메델
가리 알렉시스 메델 소토(스페인어: Gary Alexis Medel Soto, 1987년 8월 3일~)는 칠레의 축구 선수로 포지션은 수비형 미드필더 겸 수비수이며 현재 캄페오나투 브라질레이루 세리이 A의 바스쿠 다 가마 소속이며 별명은 '핏불'이다.

## 선수 경력

### 클럽
2006년 연고팀인 우니베르시다드 카톨리카에 입단 후 2008 시즌부터 정식 성인팀에 합류하여 2009 시즌까지 47경기 5골을 기록하며 팀의 2009 시즌 준우승에 이바지했고 이후 2009-10 시즌을 앞두고 아르헨티나 1부 리그 명문팀인 CA 보카 주니어스로 이적하여 2010-11 시즌까지 48경기 7골을 터뜨렸으며 2010-11 시즌을 마친 뒤 스페인 프리메라리가의 세비야 FC 이적을 통해 처음으로 유럽 무대에 진출하여 2012-13 시즌까지 94경기 9골을 기록하며 스페인 국왕컵 4강(2010-11, 2012-13), 2010년 스페인 슈퍼컵 준우승 등에 기여했다.
그 뒤 2013-14 시즌을 앞두고 잉글랜드 프리미어리그의 카디프 시티로 이적 후 35경기를 소화했고 2013-14 시즌을 마친 후 세리에 A의 강호 인테르 밀란로 이적하여 2016-17 시즌까지 109경기 1골을 기록하며 2015-16 시즌 리그 4위, 2015-16 시즌 이탈리아컵 4강 진출 등의 성과를 거두었다.
그리고 2016-17 시즌을 마치고 터키 쉬페르리그의 강호 베식타시 JK로 이적하여 2019-20 시즌까지 77경기 1골을 기록하며 2017-18 시즌 리그 4위, 터키컵 4강, 터키 슈퍼컵 준우승, 2018-19 시즌 리그 3위 등에 공헌했으며 2019-20 시즌 중반쯤 세리에 A의 중위권팀인 볼로냐 FC 1909로 이적하여 현재까지 36경기를 소화하고 있다.

### 국가대표팀
칠레 U-20 대표팀 시절 2007년 FIFA U-20 월드컵 본선에서 3위에 입상하며 자국에서 열린 1962년 FIFA 월드컵 이후 무려 45년만에 칠레의 FIFA 주관 대회 역대 최고 성적을 안겼고 이후 2008년 6월 14일 칠레 성인대표팀 소속으로 볼리비아와의 2010년 FIFA 월드컵 남미 지역 예선 5차전에서 국제 A매치 데뷔전을 치르자마자 A매치 데뷔골을 멀티골로 장식하며 팀의 2-0 완승에 앞장섰다.
이후 2014년 FIFA 월드컵 본선에 참가하여 팀을 16강에 올려놓았고 이듬해에 열린 2015년 코파 아메리카와 코파 아메리카 센테나리오에도 출전하여 팀의 2연속 코파 아메리카 우승의 주역으로 맹활약했으며 현재까지 A매치 통산 132경기에서 7골을 기록하며 대표팀 동료인 클라우디오 브라보 골키퍼와 함께 센추리클럽에 가입하는 영예를 안았다.

## 같이 보기
- A매치 100경기 이상 출전한 축구 선수 명단